# Sœurs tertiaires capucines de la Sainte Famille
Les Sœurs tertiaires capucines de la Sainte Famille (en latin : Sororum Tertiariarum Capulatarum a S. Familia) est une congrégation religieuse de droit pontifical vouée à la réinsertion des mineurs.

## Historique
La congrégation provient d'une communauté de tertiaires franciscaines organisées par le père Louis Amigó Ferrer (1854-1934), capucin, qui commence en 1878 à pratiquer la vie commune dans le sanctuaire de Notre-Dame de Montiel à Benaguacil.
À la suite de la reconnaissance de la congrégation par Mgr Monescillo y Viso, archevêque de Valence ; le 11 mai 1885, les sœurs prononcent leurs vœux et le père Amigó leur donne la règle de saint François et des constitutions religieuses qu'il a élaborées. Peu après la fondation, les sœurs aident les malades lors d'une épidémie de choléra qui éclate à Massamagrell, la ville natale du fondateur ; quatre religieuses attrapent la maladie et en meurent. Le pape Léon XIII approuve la congrégation le 6 mars 1902 qui est agrégée aux Frères Mineurs Capucins le 15 septembre 1905.
Le 11 mars 2001, le pape Jean-Paul II béatifie trois amigoniennes martyres de la guerre civile espagnole : Rosario Quintana Argos (1866-1936), Séraphine Fernández Íbero (1872-1936) et Françoise Xavière Fenollosa Alcayna (1901-1936).

## Activité et diffusion
Les sœurs tertiaires capucines se consacrent principalement à la rééducation des mineurs et offrent leur service dans les prisons juvéniles.
Elles sont présentes en : 
- Europe : Allemagne, Belgique, Espagne, Italie, Pologne, Slovaquie.
- Amérique du Nord et Caraïbes : Cuba, République dominicaine, Mexique, Puerto Rico,
- Amérique centrale : Costa Rica, Guatemala, Honduras, Nicaragua, Panama
- Amérique du Sud : Argentine, Bolivie, Brésil, Chili, Colombie, Équateur, Paraguay, Pérou, Venezuela,
- Afrique : Bénin, République Démocratique du Congo, Guinée Équatoriale, Tanzanie.
- Asie : Corée du Sud, Philippines.

La maison généralice se trouve à Rome.
En 2017, la congrégation comptait 1196 sœurs dans 180 maisons.